# Água Boa, Mato Grosso
Água Boa  este un oraș în statul Mato Grosso (MT), Brazilia. 